# La Roche-Blanche (Loire-Atlantique)
Pour les articles homonymes, voir La Roche-Blanche.
La Roche-Blanche est une commune rurale de l'Ouest de la France, dans le département de la Loire-Atlantique, en région Pays de la Loire.
Ses habitants s'appellent les Roche-blanchaises et les Roche-blanchais.

## Géographie

Situation de la commune de la Roche-Blanche dans le département de la Loire-Atlantique

### Localisation
La Roche-Blanche est situé à 45 km environ à l'est de Nantes et 9 km au nord-est d’Ancenis (commune nouvelle d'Ancenis-Saint-Géréon).
Son altitude s'étend de 7  à   84 mètres. Le climat est océanique avec des étés tempérés.
Les communes limitrophes sont Vair-sur-Loire au sud, Ancenis-Saint-Géréon au sud-ouest, Mésanger à l'ouest, Pouillé-les-Côteaux au nord-ouest, Maumusson au nord-est et Loireauxence à l'est.
Selon le classement établi par l'Insee en 1999, La Roche-Blanche est une commune rurale monopolarisée qui fait partie de l'aire urbaine d'Ancenis et de l'espace urbain de Nantes-Saint-Nazaire (cf. Liste des communes de la Loire-Atlantique).
La commune est également située à proximité du Bois de Maumusson (à environ 6,7 km) et du Bois du Triage (à 8,5 km).

### Climat
Pour des articles plus généraux, voir Climat des Pays de la Loire et Climat de la Loire-Atlantique.
En 2010, le climat de la commune est de type climat océanique altéré, selon une étude du CNRS s'appuyant sur une série de données couvrant la période 1971-2000. En 2020, Météo-France publie une typologie des climats de la France métropolitaine dans laquelle la commune est exposée à un climat océanique et se trouve dans la région climatique Bretagne orientale et méridionale, Pays nantais, Vendée, caractérisée par une faible pluviométrie en été et une bonne insolation.
Pour la période 1971-2000, la température annuelle moyenne est de 11,8 °C, avec une amplitude thermique annuelle de 14,1 °C. Le cumul annuel moyen de précipitations est de 748 mm, avec 11,9 jours de précipitations en janvier et 6,2 jours en juillet. Pour la période 1991-2020, la température moyenne annuelle observée sur la station météorologique de Météo-France la plus proche, sur la commune d'Angrie à 19 km à vol d'oiseau, est de 12,3 °C et le cumul annuel moyen de précipitations est de 710,5 mm,. Pour l'avenir, les paramètres climatiques de la commune estimés pour 2050 selon différents scénarios d'émission de gaz à effet de serre sont consultables sur un site dédié publié par Météo-France en novembre 2022.

## Urbanisme

### Typologie
Au 1er janvier 2024, La Roche-Blanche est catégorisée commune rurale à habitat dispersé, selon la nouvelle grille communale de densité à sept niveaux définie par l'Insee en 2022.
Elle est située hors unité urbaine. Par ailleurs la commune fait partie de l'aire d'attraction d'Ancenis-Saint-Géréon, dont elle est une commune de la couronne,. Cette aire, qui regroupe 12 communes, est catégorisée dans les aires de 50 000 à moins de 200 000 habitants,.

### Occupation des sols
L'occupation des sols de la commune, telle qu'elle ressort de la base de données européenne d’occupation biophysique des sols Corine Land Cover (CLC), est marquée par l'importance des territoires agricoles (95,2 % en 2018), une proportion sensiblement équivalente à celle de 1990 (96 %). La répartition détaillée en 2018 est la suivante : 
zones agricoles hétérogènes (47,7 %), terres arables (28 %), prairies (19,5 %), zones urbanisées (4,8 %). L'évolution de l’occupation des sols de la commune et de ses infrastructures peut être observée sur les différentes représentations cartographiques du territoire : la carte de Cassini (XVIIIe siècle), la carte d'état-major (1820-1866) et les cartes ou photos aériennes de l'IGN pour la période actuelle (1950 à aujourd'hui).

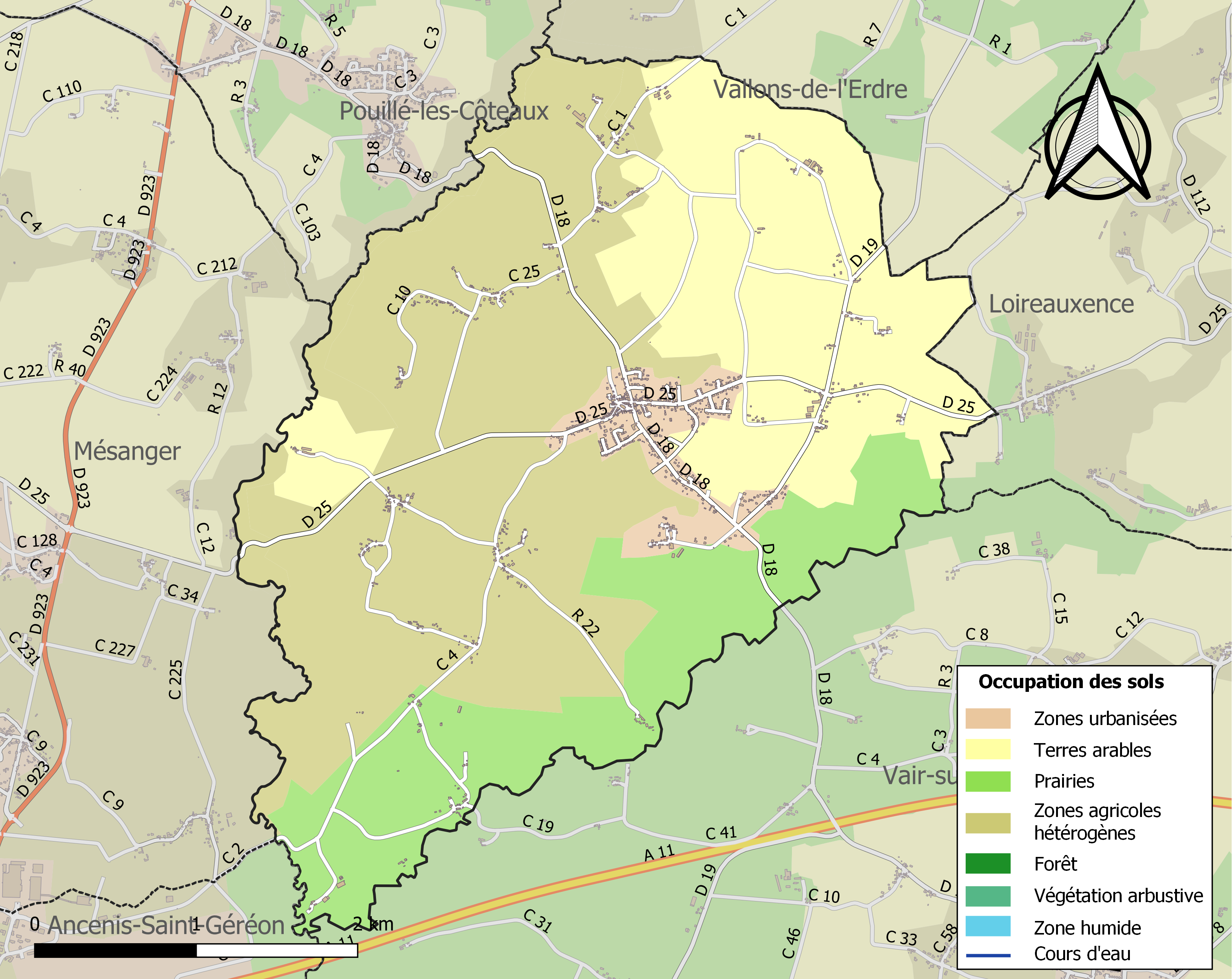
Carte des infrastructures et de l'occupation des sols de la commune en 2018 (CLC).

## Toponymie
En gallo, la langue d'oïl locale, le nom de la commune se prononce [ʁɔʃbjɑ̃wʃ ] ou [ʁɔʃbjɛ̃wʃ ], deux variantes qui s'écrivent respectivement Roch Biaunch et Roch Biâunch selon l'écriture MOGA ou Roche-Bllanche selon l'écriture ABCD.
Le nom de la commune est Ar Roc'h-Wenn en breton. Le breton n'y a cependant pas été la langue vernaculaire ; on y a parlé le gallo, puis le français.

## Histoire
La Roche-Blanche est un démembrement de Saint-Herblon datant d'un arrêté préfectoral du 5 août 1950. La commune est née officiellement le 11 octobre 1950. Cette naissance a été la conséquence d'une fronde des habitants qui datait de plus de cinquante ans dont l'origine résidait dans un nombre de conseillers municipaux inférieur à celui de Saint-Herblon (5 contre 12) et aux plaintes des habitants de La Roche-Blanche qui n'obtenaient pas les travaux demandés ainsi que des demandes d'assistance.

## Politique et administration

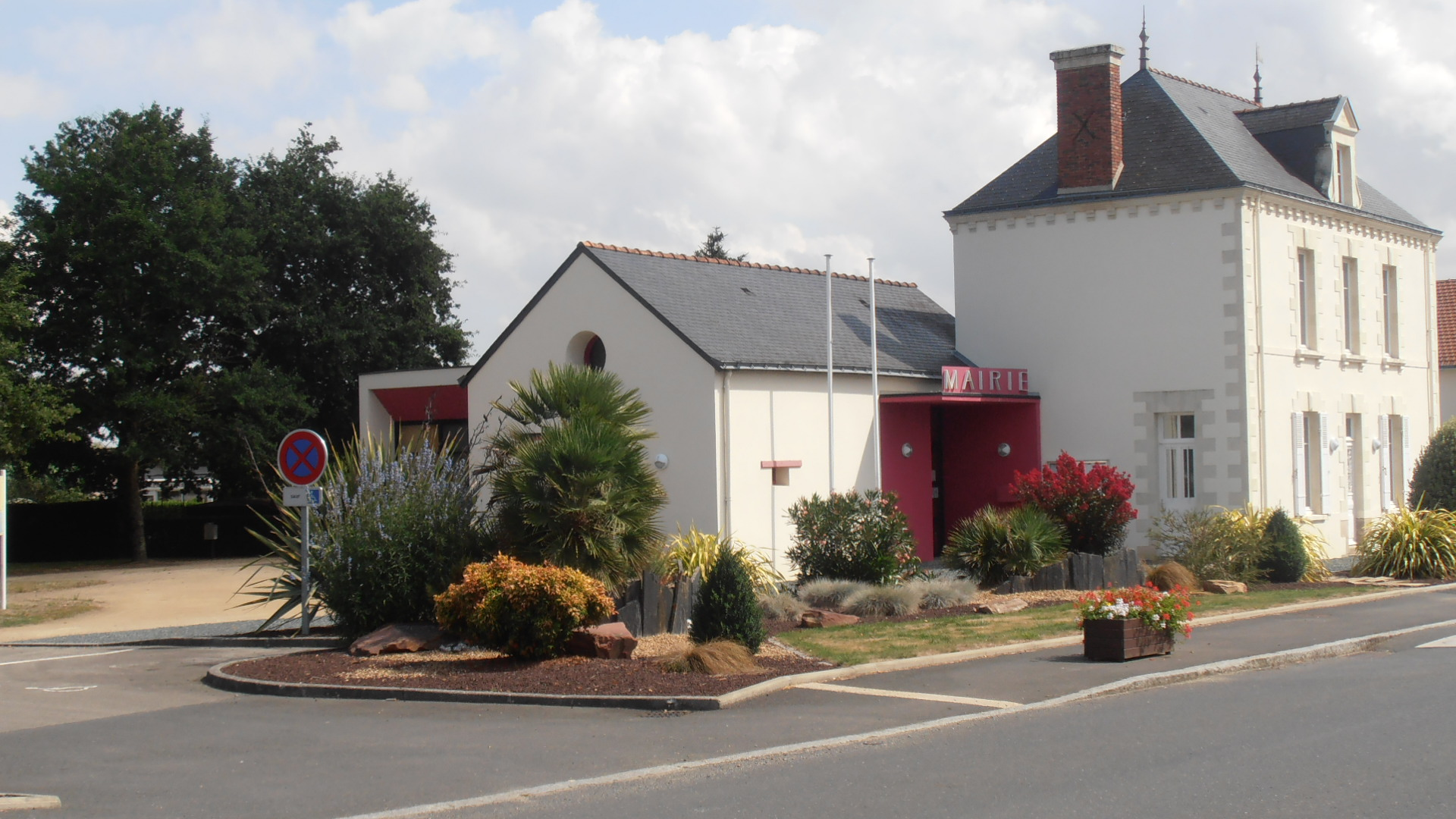
La mairie

| Période                                  | Période  | Identité      | Étiquette | Qualité               |
| ---------------------------------------- | -------- | ------------- | --------- | --------------------- |
|                                          | 1995     | Joël Leroux   | DVD       |                       |
| 1995                                     | 2014     | Paul Martin   |           |                       |
| 2014                                     | En cours | Jacques Praud | SE        | plombier-chauffagiste |
| Les données manquantes sont à compléter. |          |               |           |                       |

## Population et société

### Démographie

#### Évolution démographique
La commune est créée en 1950 par démembrement partiel de Saint-Herblon. Le recensement de 1946 tient compte de ce découpage.
L'évolution du nombre d'habitants est connue à travers les recensements de la population effectués dans la commune depuis 1946. Pour les communes de moins de 10 000 habitants, une enquête de recensement portant sur toute la population est réalisée tous les cinq ans, les populations de référence des années intermédiaires étant quant à elles estimées par interpolation ou extrapolation. Pour la commune, le premier recensement exhaustif entrant dans le cadre du nouveau dispositif a été réalisé en 2005.

En 2022, la commune comptait 1 258 habitants, en évolution de +5,98 % par rapport à 2016 (Loire-Atlantique : +6,68 %, France hors Mayotte : +2,11 %).
| 1946 | 1954 | 1962 | 1968 | 1975 | 1982 | 1990 | 1999 | 2005 |
| ---- | ---- | ---- | ---- | ---- | ---- | ---- | ---- | ---- |
| 658  | 656  | 674  | 671  | 723  | 843  | 930  | 846  | 929  |

| 2006 | 2010  | 2015  | 2020  | 2022  | - | - | - | - |
| ---- | ----- | ----- | ----- | ----- | - | - | - | - |
| 921  | 1 131 | 1 180 | 1 241 | 1 258 | - | - | - | - |

#### Pyramide des âges
La population de la commune est relativement jeune.
En 2018, le taux de personnes d'un âge inférieur à 30 ans s'élève à 38,6 %, soit au-dessus de la moyenne départementale (37,3 %). À l'inverse, le taux de personnes d'âge supérieur à 60 ans est de 21,8 % la même année, alors qu'il est de 23,8 % au niveau départemental.
En 2018, la commune comptait 609 hommes pour 601 femmes, soit un taux de 50,33 % d'hommes, légèrement supérieur au taux départemental (48,58 %).
Les pyramides des âges de la commune et du département s'établissent comme suit.
| Hommes | Classe d’âge | Femmes |
| ------ | ------------ | ------ |
| 0,3    | 90 ou +      | 0,3    |
| 4,3    | 75-89 ans    | 6,5    |
| 16,2   | 60-74 ans    | 16,1   |
| 15,8   | 45-59 ans    | 16,7   |
| 23,7   | 30-44 ans    | 22,9   |
| 14,9   | 15-29 ans    | 12,8   |
| 24,8   | 0-14 ans     | 24,7   |

| Hommes | Classe d’âge | Femmes |
| ------ | ------------ | ------ |
| 0,6    | 90 ou +      | 1,8    |
| 6      | 75-89 ans    | 8,6    |
| 15,1   | 60-74 ans    | 16,4   |
| 19,4   | 45-59 ans    | 18,8   |
| 20,1   | 30-44 ans    | 19,3   |
| 19,2   | 15-29 ans    | 17,4   |
| 19,5   | 0-14 ans     | 17,6   |

## Économie

### Appellation d'origine contrôlée (AOC) et Indications Géographiques Protégées (IGP)
La Roche Blanche se situe dans la zone AOC pour le Bœuf du Maine-Anjou.
S'agissant des IGP, elle appartient au territoire des IGP suivantes : le Bœuf du Maine, les Volailles d'Ancenis, la Farine de blé noir de Bretagne - Gwinizh du Breizh, la Mâche nantaise, les Vins Val de Loire blanc, rosé et rouge ainsi que le Cidre de Bretagne ou Cidre breton.

## Culture et patrimoine

### Lieux et monuments
- L’église Notre-Dame de la Roche-Blanche a été construite dans le courant du XIXe siècle et commença à servir de culte en septembre 1846 : selon les estimations de l'architecte Bougouin, sa construction a été réalisée en deux parties. Le clocher aurait été fabriqué en 1862-1863. La nef, le transept et le chœur ont été agrandis en 1880. En 1929-1930, les voûtes sont refaites par l'architecte Fleury et en 1953 le chœur et la sacristie ont été reconstruites[23]. L'église contenait dans le passé une statue de Saint Michel, saint choisi en souvenir de la première paroisse dans la chapelle Saint-Michel. Cette statue a été transférée à la chapelle Saint-Michel-du-bois. De 1933 à 1935 décoration de l'église est confiée à Albert Lemasson qui avec son frère Paul réalisent  14 tableaux représentant un « Chemin de Croix », 80x80, d’un « Saint-Michel terrassant le Dragon » (plus grand que nature), ainsi que d’une « Vie de la Vierge » en 4 tableaux (grandeur nature).
- La chapelle Saint-Michel-du-Bois servit de lieu de culte à partir du XIIe siècle. Elle été dévastée lors de la Révolution et reconstruite en 1840. Tombée en ruines, elle a été restaurée grâce au financement privé de Mme Costa de Beauregard, comtesse du château de Juigné de Saint-Herblon, en 1948-1949. Elle est restaurée à nouveau en 2006 pour la partie intérieure par la municipalité en partie grâce à des dons privés. Malheureusement, la statue de Saint Michel a été dérobée en septembre 1997, à l'aube de sa fête.

En juillet 1944, trois officiers de l'équipe Jedburg Team George envoyés d'Angleterre se sont cachés pendant cinq jours dans la chapelle en ruine et en ronces et ont dirigé de leur poste émetteur les bombardements et les opérations de guerre, sans que les Allemands ne soupçonnent cette bâtisse en ruine de contenir le poste émetteur qu'il cherchaient.

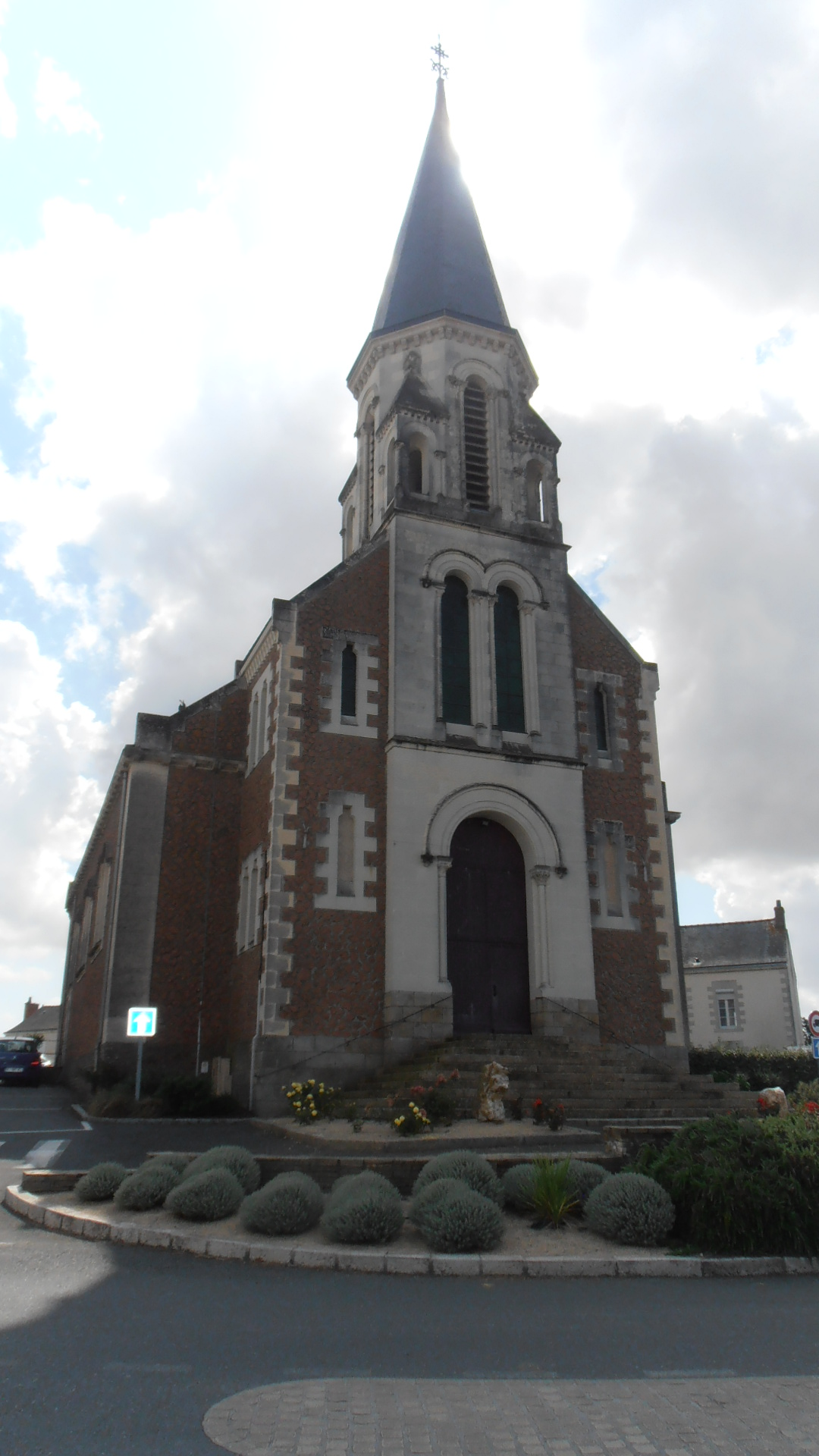
L'église Notre-Dame de la Roche-Blanche
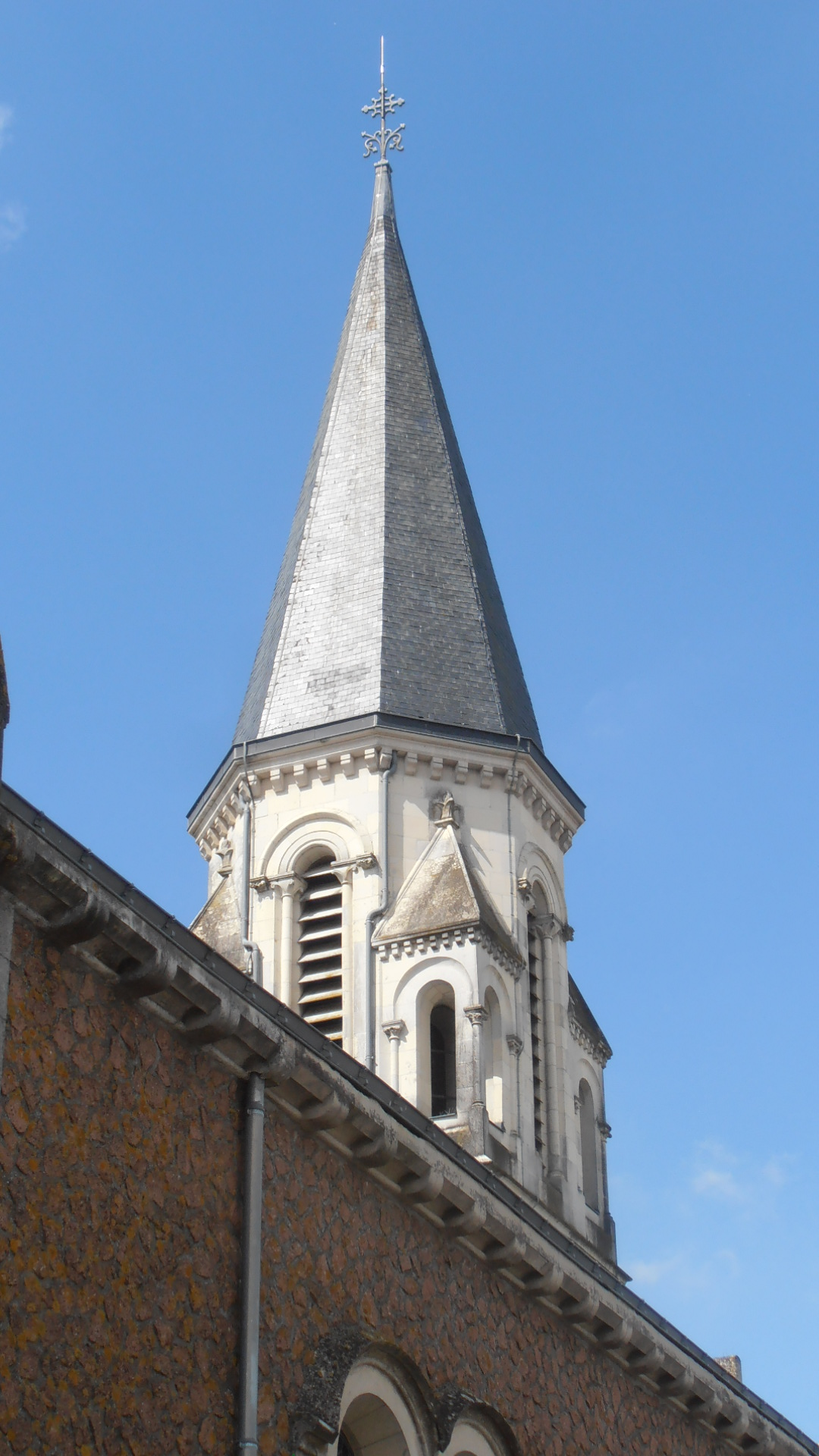
Clocher de l'église
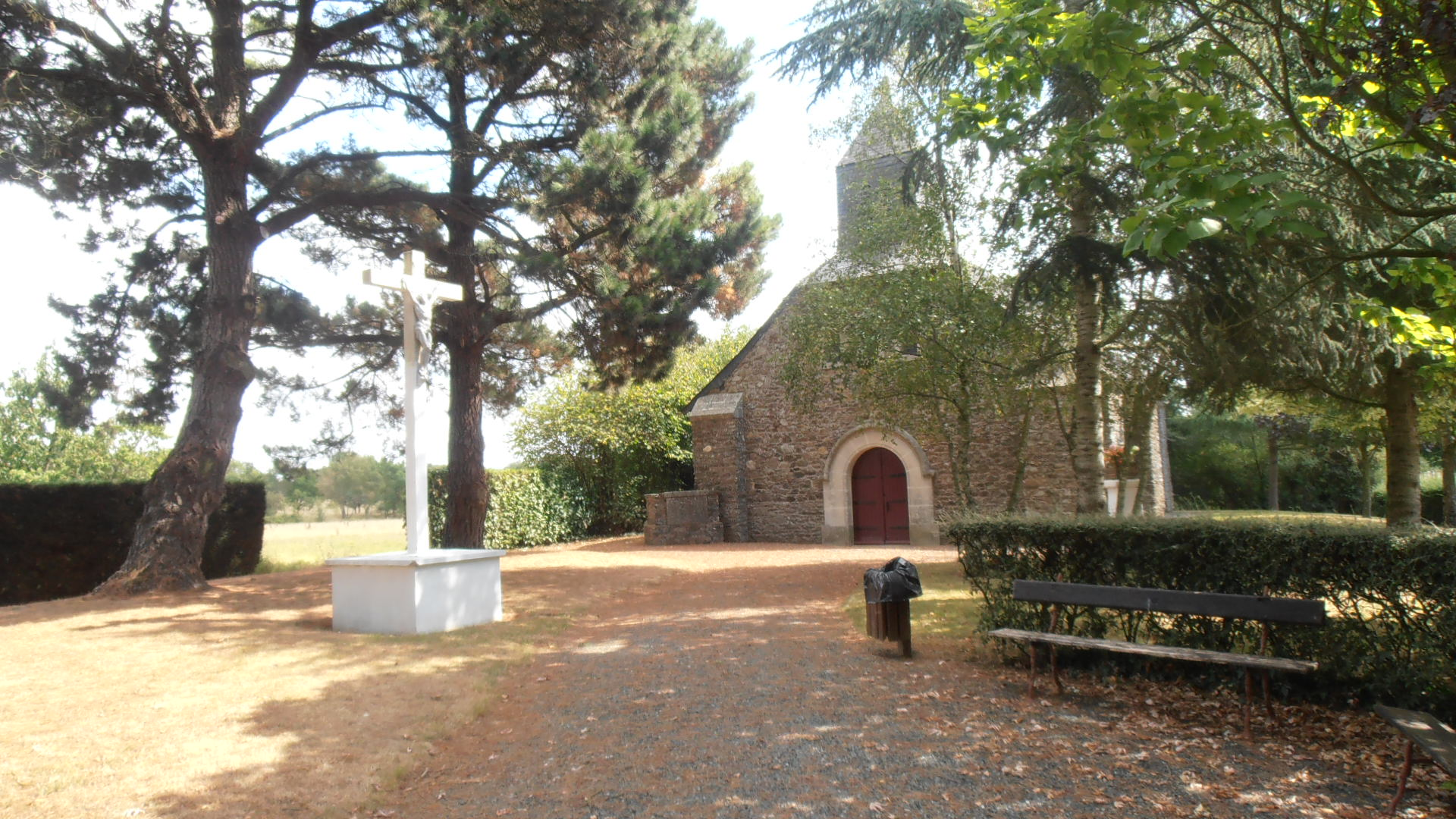
Chapelle Saint-Michel du Bois
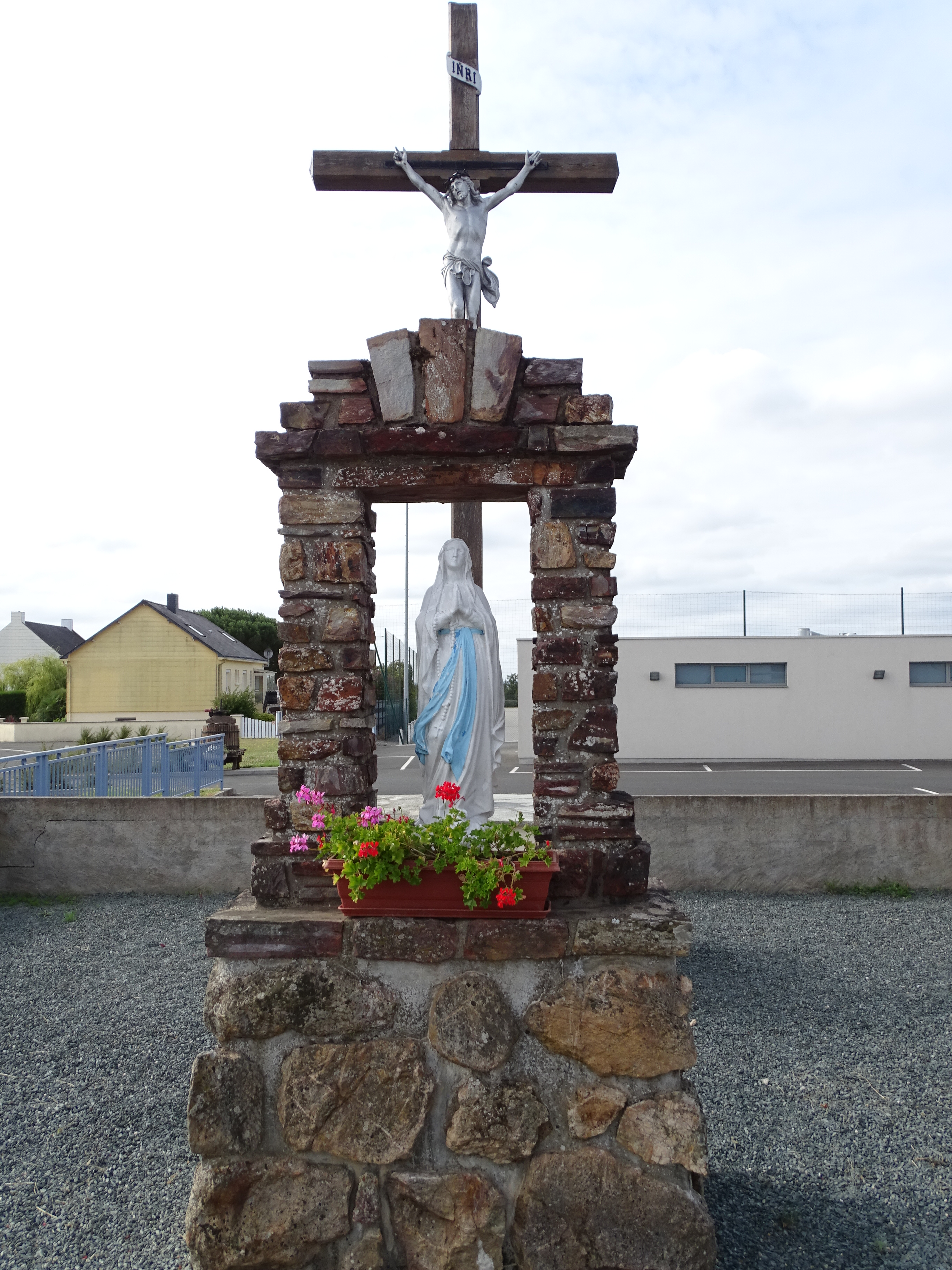
Statue de Notre-Dame de Lourdes devant une grande croix (croisement de la Rue Saint-Michel et de la Rue du Pressoir)

### Héraldique
| Blason | Blasonnement : D'argent au chevron de sinople accompagné en chef de deux mouchetures d'hermine de sable et en pointe d'une chapelle d'argent essorée de sable ; au chef échiqueté de gueules et d'argent de deux tires ; le tout enfermé dans une filière d'azur. Commentaires : Les hermines évoquent l’appartenance à la Bretagne historique. Les armes de la seigneurie de Vair rappellent que La Roche-Blanche a fait partie de Saint-Herblon jusqu’en 1951. Le chevron vert rappelle que La Roche-Blanche se trouve sur une hauteur. La filière bleue rappelle que la commune est presque entièrement entourée de ruisseaux (ruisseau de Saugères, ruisseau de Pied-Bercy, ruisseau de Grée ou de Pouillé et le ruisseau du Pas Aubry). La Chapelle Saint Michel est un des principaux monuments de La Roche-Blanche. Blason conçu par Didier Pontreau. |

Ce blason a été créé en 2001, à la suite d'un concours organisé pour le cinquantenaire de la commune.